# Milano miliardaria
Milano miliardaria è un film del 1951 diretto da Marino Girolami, Marcello Marchesi e Vittorio Metz.

## Trama
È la storia del tifoso interista Il cav. Luigi Pizzigoni, fotografo milanese, e Peppino Avallone, barbiere napoletano residente a Milano, sono avversari in campo sportivo. Pizzigoni è un fiero sostenitore dell'Inter, mentre Peppino fa il tifo per il Napoli. Ogni campionato di calcio dà occasione alle più bizzarre scommesse, finché per la partita Napoli-Inter del campionato 1951, il cav. Luigi scommette addirittura la propria moglie, la bella Vittoria, ammirata da Peppino, contro la bottega del galante barbiere. I due avversari partono così per Napoli dove, sul più bello arriva Vittoria, a cui la fidanzata di Peppino ha fatto leggere il foglio su cui i due amici hanno siglato la scommessa. Per vendicarsi, Vittoria dice al marito che invertirà i termini della scommessa: se vincerà l'Inter, si lascerà corteggiare da Peppino fino alle estreme conseguenze. L'Inter vince per 3 a 0, il cav. Luigi è disperato e i due colombi s'involano verso Sorrento. Qui, Peppino nella camera dell'albergo troverà una sorpresa messa in atto dalla sua fidanzata e da Vittoria, mentre il cav. Luigi prometterà di non fare più scommesse.